# فرانسيسكو بينيتيز
فرانسيسكو بينيتيز (بالإسبانية: Francisco Benítez)‏ (مواليد 26 مارس 1962) هو سبّاح إسباني، مثّل بلاده في الألعاب البارالمبية الصيفية 1972.

## روابط خارجية
فرانسيسكو بينيتيز على موقع Paralympic.org (الإنجليزية)
- فرانسيسكو بينيتيز على موقع اللجنة البارالمبية الإسبانية (الإسبانية)